# Light Armored Vehicle-25
Das Light Armored Vehicle (kurz LAV-25) ist ein vierachsiger amphibischer Radpanzer des United States Marine Corps und der kanadischen Armee, der auf dem schweizerischen Mowag Piranha beruht. Die neuseeländische Armee (New Zealand Army) verfügt ebenfalls über 105 Fahrzeuge vom modifizierten Typ LAV III (genannt NZLAV).
Anstatt in seiner ursprünglichen Funktion als gepanzerter Mannschaftstransporter mit sechs Infanteristen verwendet das US-Marine Corps den LAV-25 hauptsächlich als Aufklärungspanzer mit nur vier Infanterieaufklärern im hinteren Kampfraum.

## Geschichte
Die Fahrzeuge wurden von General Dynamics in Kanada hergestellt und waren ursprünglich eine Lizenzproduktion des Radschützenpanzers Piranha, der vom Schweizer Hersteller Mowag entworfen und gebaut wurde. MOWAG wurde mittlerweile von General Dynamics übernommen und in die General Dynamics European Land Combat Systems (ELCS) integriert.
Die Einführung des LAV-25 beim USMC erfolgte 1983. Den ersten Kampfeinsatz hatten die Fahrzeuge Ende 1989 bei der Panama-Invasion. Stand 2007 wurden vom Marine Corps bislang über 700 LAVs in Dienst gestellt.
Die US Army verwendet in den neu gebildeten Stryker-Brigaden mehrere Varianten des LAV/Piranha III unter der Bezeichnung Stryker, die größer und stärker gepanzert sind.
Die gegenwärtig (2022) vorgesehene Dienstzeit des Radpanzers ist bis mindestens 2035. Zunächst war ein Ersatz durch eine neue Plattform von gepanzerten Radfahrzeugen vorgesehen, welche Armored Reconnaissance Vehicle (ARV) genannt wird. Allerdings gaben die Marines 2021 bekannt, dass die Aufklärungsfähigkeiten der LAV-25 möglicherweise nicht durch ein neues Fahrzeug ersetzt werden sollen.

## Panzerung
In der 12,8-Tonnen-Grundversion hat das LAV-25 einen Schutz gegen 7,62 × 39-mm-Stahlkerngeschosse bei 850 m/s, das Geschoss selbst erreicht nur 700 m/s (2300 ft/s = Stanag Level 2).
In der Front ist eine etwas dickere Panzerung ca. 50 %, gewinkelt gegen 12,7×108-mm-b32-Stahlkern-Projektile, wobei die Front bei direktem 0°-Beschuss nur bis 790 m/s v50-geschützt ist. Die Patrone 12,7×108mm b32 erreicht allerdings 820 m/s (Stanag Level 3+).
Die Werte beziehen sich auf eine Entfernung von 30 Metern.
Im Laufe der Jahre wurden die Radpanzer im Rahmen des „Service Life Extension Program“ modernisiert und LAV-25A2 benannt. Das Upgrade umfasste Verbesserungen am Chassis, modernere Zielsysteme, innere Spall Liner und einen höheren Panzerschutz, wodurch ein Schutz der Front bis 14,5-mm-Geschossen gegeben sein soll, wie beim Stryker. Diese Version des LAV-25 wurde auch bei den Einsätzen des USMC im Irak in großem Umfang eingesetzt.

## Technikbeschreibung

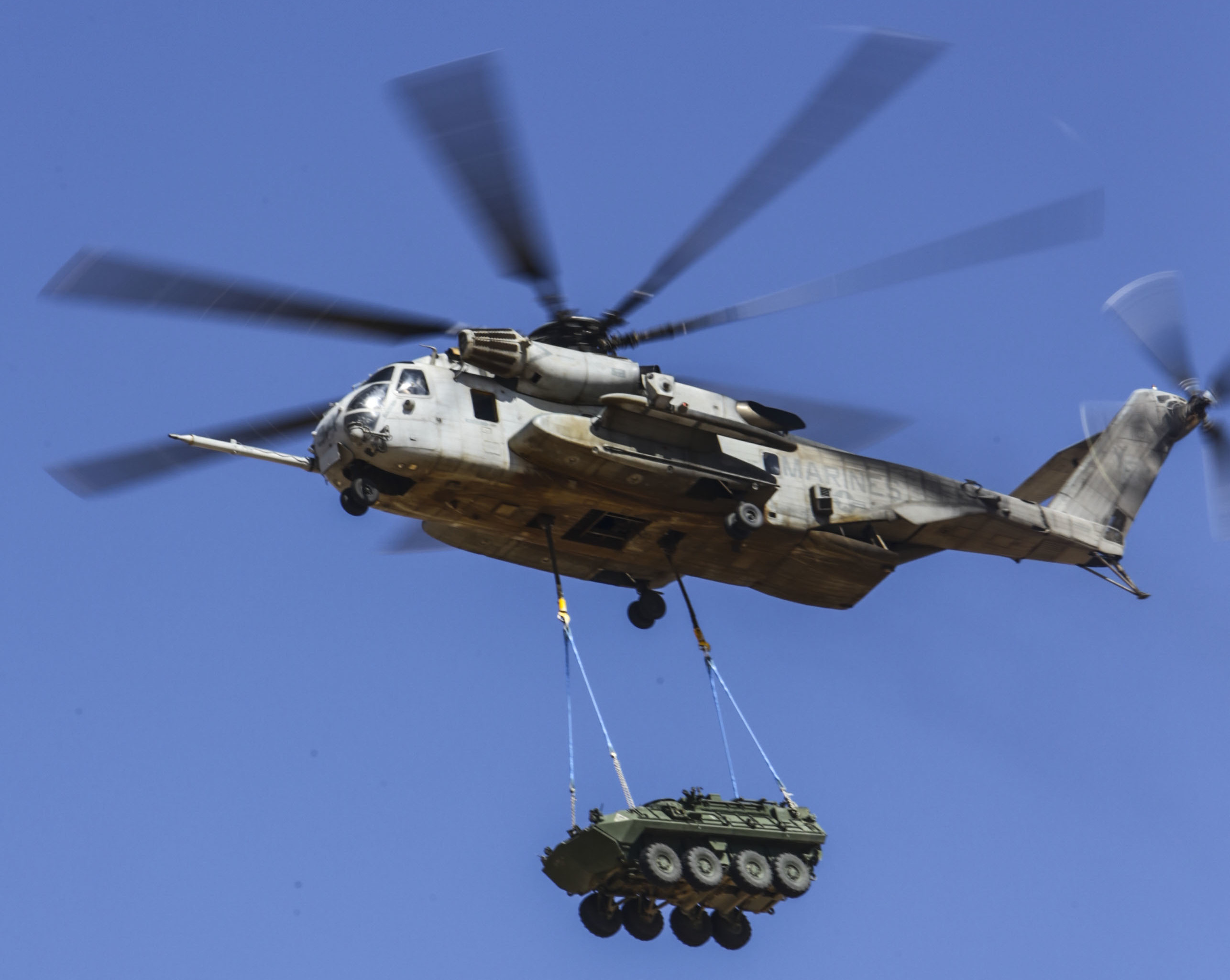
Luftverlastung eines LAV-25

Der Standard LAV ist ein vierachsiger Radpanzer, der mit den beiden vorderen Achsen gelenkt und im Normalfall über die beiden hinteren Achsen angetrieben wird; eine Umschaltung auf Allradantrieb ist möglich. Der LAV ist schwimmfähig und kann sich im Wasser mit 12 km/h fortbewegen. Durch die SLEP-Maßnahmen ist jedoch die Schwimmfähigkeit nicht mehr gegeben. Der längseingebaute V6-Dieselmotor von Detroit Diesel befindet sich rechts neben dem Fahrer. Im Turm befinden sich der Kommandant und der Richtschütze, der als Hauptwaffe die Maschinenkanone M242 Bushmaster bedient. Für die MK werden insgesamt 420 Geschosse mitgeführt, je zur Hälfte panzerbrechende und Explosivmunition. Die Hälfte der 420 Patronen ist direkt einsatzbereit, die andere Hälfte ist im Fahrzeug verstaut. Für das achsparallele Maschinengewehr und das vom Kommandanten bediente auf dem Turmdach befindliche MG werden 1320 Schuss mitgeführt. Die Infanteristen betreten und verlassen das Fahrzeug durch zwei Hecktüren und haben zwei Dachluken, um aus dem Fahrzeug heraus kämpfen zu können.

## Varianten

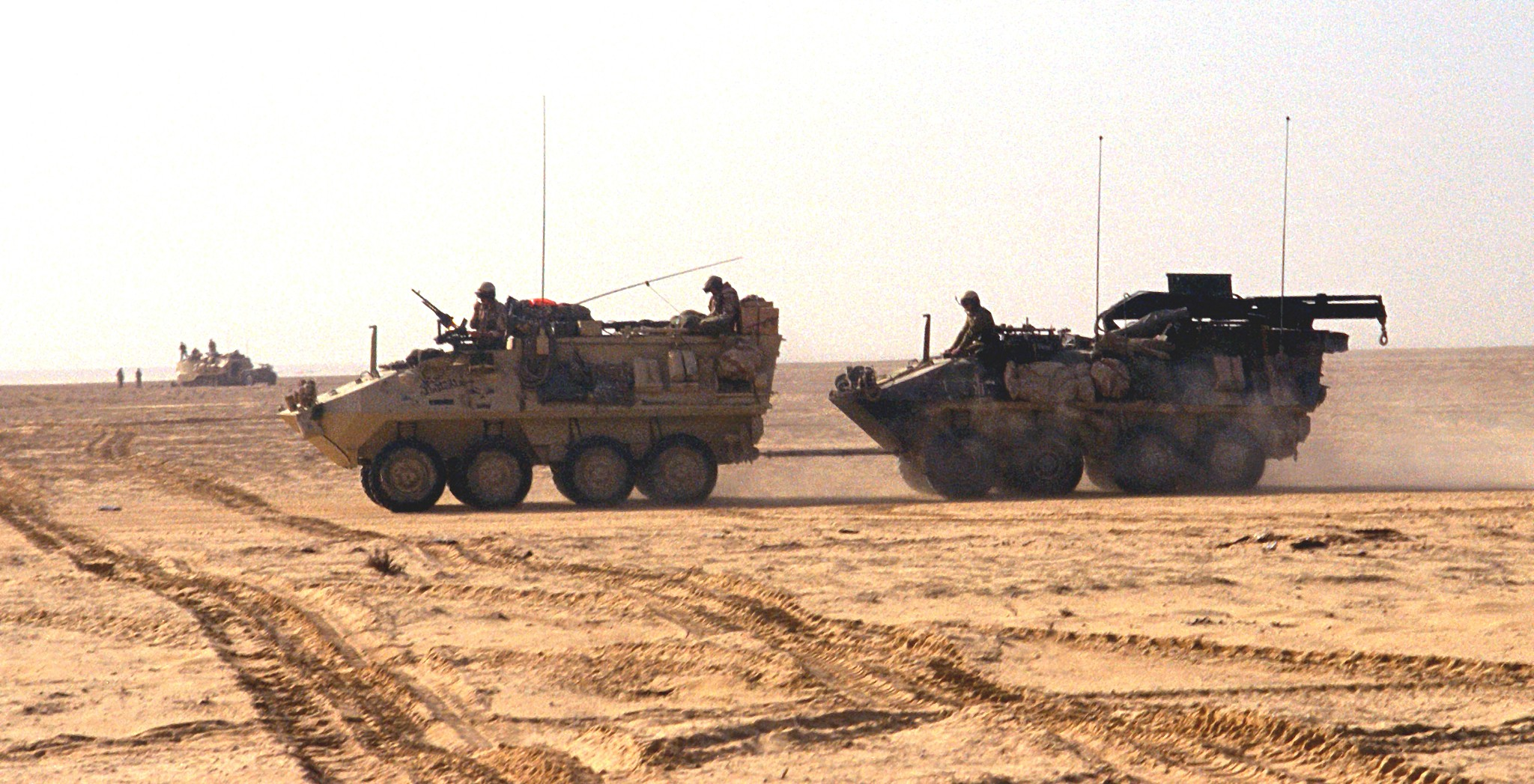
LAV-L (links) und LAV-R (rechts)

Vom LAV-25 existieren verschiedene Modelle:

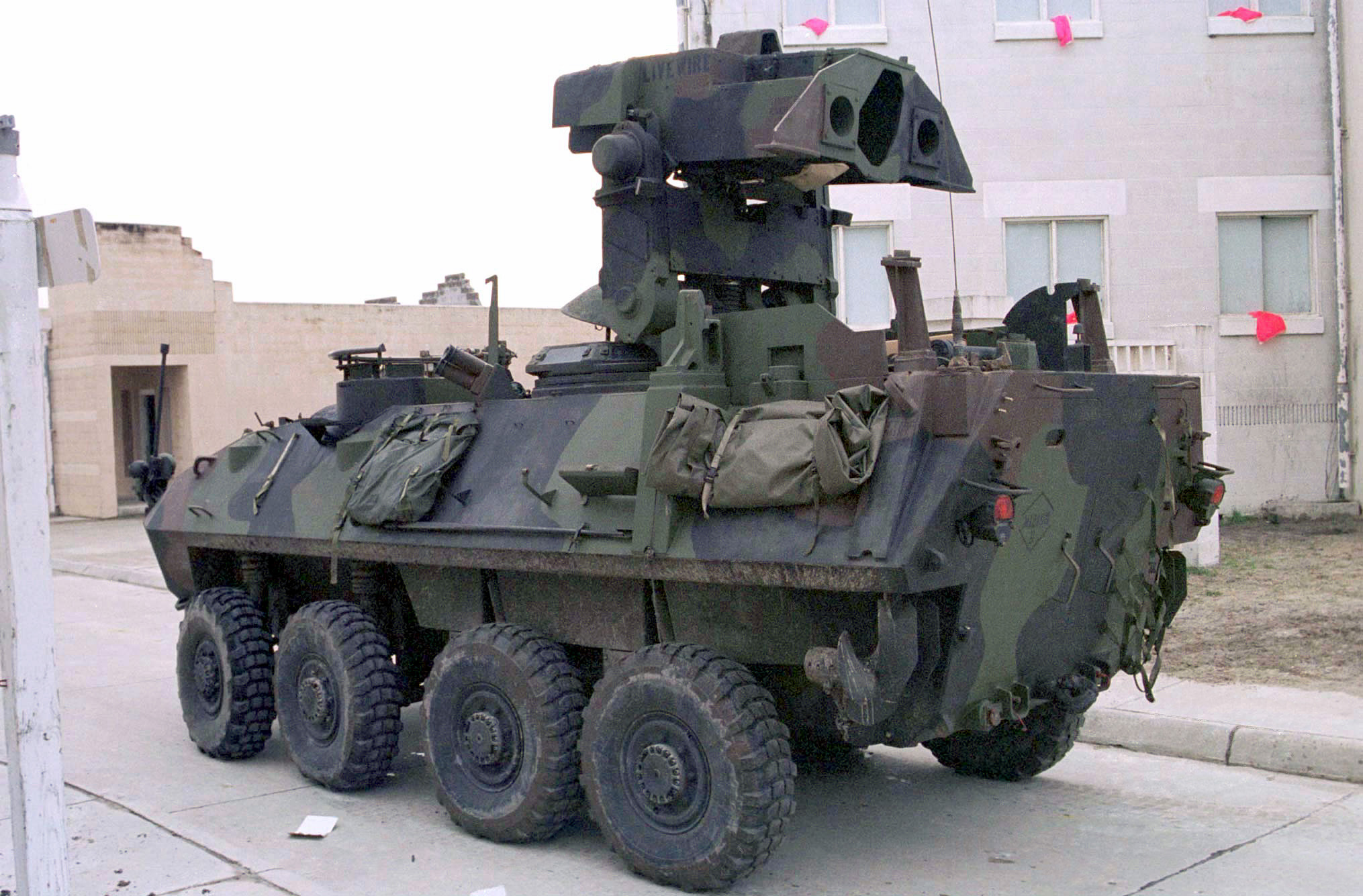
LAV-AT

- LAV-AT (Anti-Tank)

Diese für die Panzerabwehr vorgesehene Variante wird auch Hammerhead genannt. Sie ist mit einer TOW-Waffenstation auf dem Heckdach ausgerüstet. Zwei TOW-Raketen befinden sich startbereit im Doppelstartrohr, während 14 weitere im Fahrzeug mitgeführt werden. Als Nahverteidigung gibt es ein MG mit 1000 Schuss.
- LAV-M (Mörser)

Hier ist im Heckraum unter großen Dachluken ein Mörser M252 untergebracht, der um 360 Grad drehbar ist. Für den Mörser werden 100 Granaten und für das MG zur Selbstverteidigung 1000 Schuss mitgeführt.
- LAV-AD (Air Defense)

Dieses für die Luftabwehr vorgesehene Modell ist bzw. war mit einem elektrisch drehbaren Turm auf dem Dach ausgerüstet, der mit zwei Startrohren für jeweils vier Stinger-Raketen und einer Gatling-Gun GAU-12 bestückt ist. Knapp 1000 Schuss für die Gatling und insgesamt 16 Stinger werden mitgeführt. Das LAV-AD wird nicht mehr eingesetzt.
- LAV-C2 (Command & Control)

Diese mobile Kommandostation ist auf dem erhöhten Dachaufbau mit zusätzlichen VHF-, UHF- und HF-Funkgeräten ausgerüstet. Die Besatzung besteht aus fünf Mann; zur Selbstverteidigung steht wiederum ein MG mit 1000 Schuss zur Verfügung. Über 50 LAV-C2 wurden in Dienst gestellt.
- LAV-L (Logistic)

Diese Variante wurde modifiziert, um im Versorgungsbereich eingesetzt zu werden und Transportaufgaben zu übernehmen.
- LAV-R (Recovery)

Diese Variante für Bergungszwecke ist mit einem Kran und einer Winde ausgestattet. Der Kran ist 260 Grad drehbar und kann bis zu 4 Tonnen heben; die Winde hat eine Kraft von knapp 14 Tonnen. Zur Selbstverteidigung hat es ebenfalls ein MG. Die Besatzung besteht aus vier Mann. 46 Fahrzeuge wurden hergestellt.
- LAV-MEWSS (Mobile Electronic Warfare Support System)

Diese Fahrzeuge besitzen eine umfangreiche Ausstattung für die Elektronische Kampfführung. Die Hauptaufgabe besteht im Sammeln von Daten, der Lokalisierung feindlicher Truppen, der Durchführung elektronischer Angriffe und im Stören gegnerischer Kommunikation. Ab 1989 wurden zwölf Fahrzeuge ausgeliefert.